# Perizoma magistraria
Perizoma magistraria là một loài bướm đêm trong họ Geometridae.